# ليزا ريد
ليزا ريد (بالإنجليزية: Lisa Reid)‏ هي فنانة أسترالية، ولدت في 1975.